# Daminěves
Daminěves je malá vesnice, část obce Cítov v okrese Mělník ve Středočeském kraji. Nachází se asi 1,5 kilometru jihozápadně od Cítova. Je zde evidováno 30 adres. Trvale zde žije 53 obyvatel.
Daminěves je také název katastrálního území o rozloze 3,31 km².

## Historie
První písemná zmínka o vesnici pochází z roku 1411.
V obci žil Antonín Štěpán, který po únorovém komunistickém puči v roce 1948 za dramatických okolností emigroval do Belgie. Tam se oženil s Belgičankou Anne-Marie Dewinter, která pak byla jeho jediným spojením s rodinou v Československu. Po roce 1989 se Štěpánovi přesunuli do Čech a začali opět hospodařit na restituovaných pozemcích. Celý příběh zdokumentoval spolek České kořeny ve spolupráci s firmami SAD a (již neexistující) ŠTĚPÁNOVI ve filmovém dokumentu z roku 2021.

## Obyvatelstvo
| Rok            | 1869 | 1880 | 1890 | 1900 | 1910 | 1921 | 1930 | 1950 | 1961 | 1970 | 1980 | 1991 | 2001 | 2011 | 2021 |
| -------------- | ---- | ---- | ---- | ---- | ---- | ---- | ---- | ---- | ---- | ---- | ---- | ---- | ---- | ---- | ---- |
| Počet obyvatel | 175  | 225  | 244  | 257  | 220  | 233  | 170  | 118  | 116  | 113  | 79   | 55   | 53   | 87   | 73   |
| Počet domů     | 31   | 33   | 33   | 33   | 34   | 33   | 33   | 34   | 27   | 27   | 23   | 27   | 27   | 27   | 28   |

## Obecní správa
Při sčítání lidu v letech 1850–1960 Daminěves byla samostatnou obcí v okrese Mělník. Od 1. července 1960 do 31. března 1976 byla částí obce Býkev v okrese Mělník. Od 1. dubna 1976 je částí obce Cítov v okrese Mělník.